# Кобиляча (Поєзер'є)
43°08′ пн. ш. 17°29′ сх. д. / 43.13° пн. ш. 17.48° сх. д.
Кобиляча (хорв. Kobiljača) — населений пункт у Хорватії, у Дубровницько-Неретванській жупанії у складі громади Поєзер'є.

## Населення
Населення за даними перепису 2011 року становило 241 осіб.
Динаміка чисельності населення поселення: